# Reino Unido de Portugal, Brasil e Algarves
O Reino Unido de Portugal, Brasil e Algarves foi um Estado criado em 16 de dezembro de 1815, com a elevação do então Estado do Brasil (1549–1815) a reino, unido com o Reino de Portugal e dos Algarves (sua metrópole soberana até então), na sequência da transferência da corte portuguesa para o Brasil.
O Reino Unido de Portugal, Brasil e Algarves teve apenas dois monarcas, Maria I (que era já a Rainha de Portugal antes da elevação do Brasil ao estatuto de reino, unido com Portugal) e João VI (que antes de sua mãe, a rainha Maria I, morrer, já governava efetivamente como príncipe regente). A primeira corte (capital) do reino foi a cidade do Rio de Janeiro, porém após os acontecimentos da revolução liberal do Porto (que mudou o regime político do reino de uma monarquia absolutista para uma monarquia constitucional), a capital foi transferida para Lisboa. Durante a vigência do Reino Unido de Portugal, Brasil e Algarves, foi a partir de suas capitais — primeiramente o Rio de Janeiro e a partir de 1821 a cidade de Lisboa — que foi exercida a soberania de Sua Majestade Fidelíssima sob todos os territórios europeus, americanos, africanos, asiáticos e oceânicos portugueses.

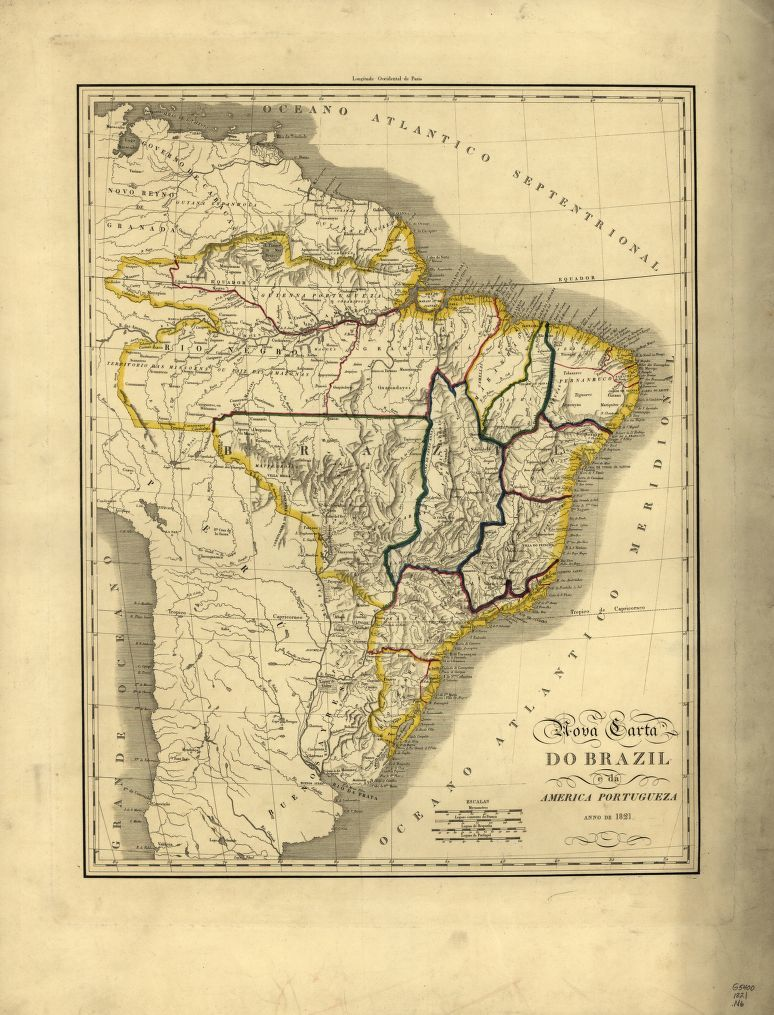
Este mapa de (1821) retrata a dimensão do Brasil na época do Reino de Portugal Brasil e Algarves, Origem: Biblioteca Nacional de Portugal, República Portuguesa "Exposição":purl.pt Site Geral:bnportugal.gov.pt.

O Brasil separou-se unilateralmente do Reino Unido ao ver declarada a sua independência, a 7 de setembro de 1822, pelo príncipe real Pedro de Alcântara de Bragança, filho do rei João VI. Pedro de Alcântara era o herdeiro do trono do Reino Unido e como tal tinha o título de Príncipe Real do Reino Unido de Portugal, Brasil e Algarves. Viria a tornar-se o imperador Pedro I do Brasil e mais tarde o rei Pedro IV de Portugal. O Reino do Brasil, considerando-se independente em 1822 e, por conseguinte, desmembrado do Reino Unido de Portugal, Brasil e Algarves, torna-se o Império do Brasil em 12 de outubro de 1822, com a coroação do imperador Pedro I, confirmada em 25 de março de 1824, com a outorga da Constituição. 
O recém-formado governo brasileiro não foi, contudo, imediatamente reconhecido pelo governo português, que ainda considerava o Reino do Brasil parte integrante do Reino Unido de Portugal, Brasil e Algarves, que via os seus líderes como portugueses rebeldes que haviam traído a Nação Portuguesa. Além disso, uma parte das províncias do Brasil (Cisplatina, Bahia, Piauí, Maranhão e Grão-Pará) mantinha-se ainda leal ao governo português. 
Depois de três anos de conflito armado, o governo português finalmente reconheceu a independência do Brasil, por pressão do Reino Unido, que acreditava que a separação dos dois estados iria resultar no enfraquecimento de ambos e facilitar a consolidação da sua influência e domínio comercial sobre aqueles. O reconhecimento da independência foi consumado através da assinatura, em 29 de agosto de 1825, do Tratado de Amizade e Aliança entre Brasil e Portugal. Em troca do reconhecimento como estado soberano, o Brasil se comprometeu a pagar ao Reino de Portugal e dos Algarves uma compensação substancial e assinar um tratado de comércio com o Reino Unido como compensação por sua mediação no processo de reconhecimento da independência.

## História

### Elevação doEstado do Brasila Reino

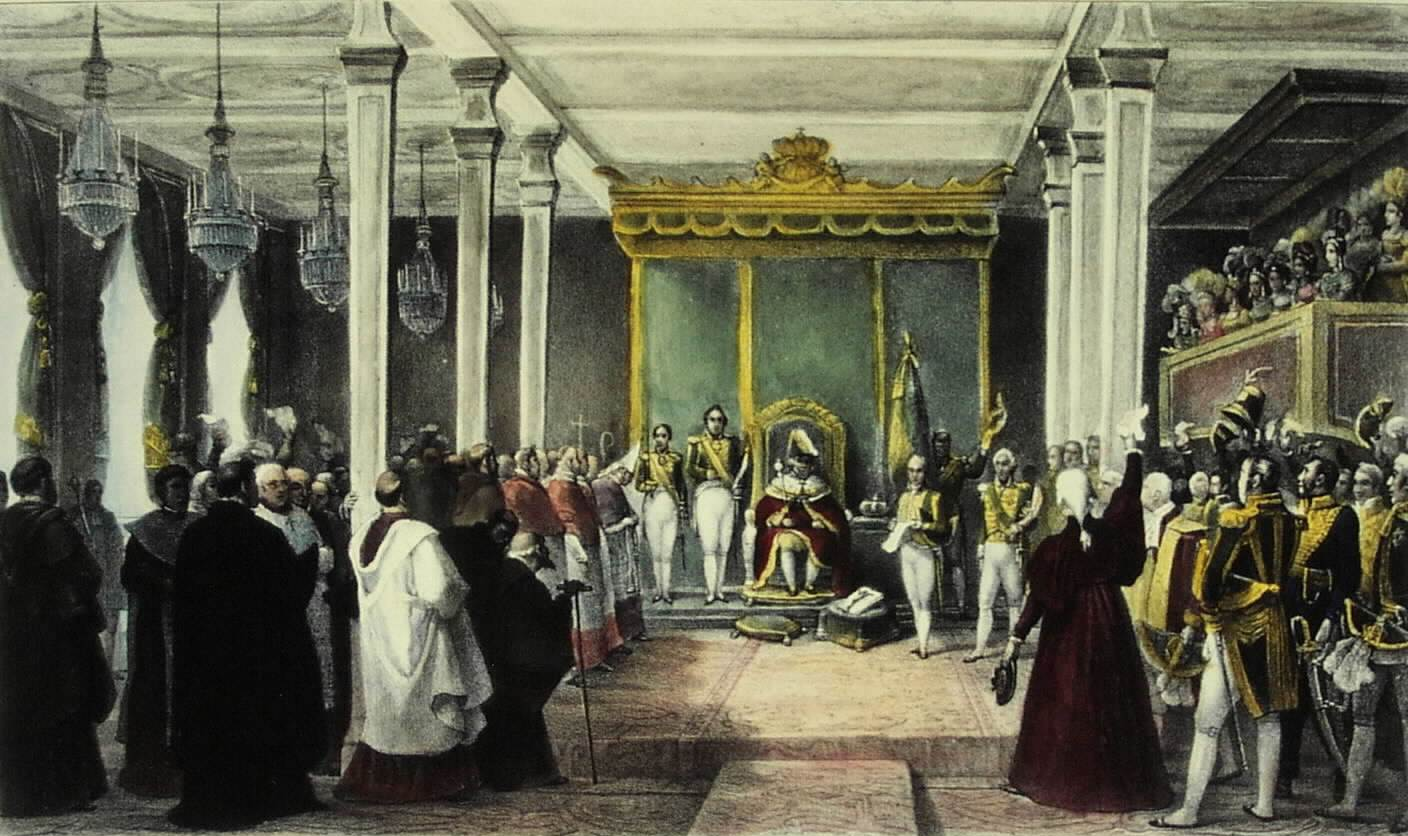
Aclamação do Rei João VI do Reino Unido de Portugal, Brasil e Algarves, no Rio de Janeiro.

O príncipe regente e futuro rei João VI, durante o período final do reinado de sua mãe, Maria I, elevou, em 1815, o Brasil da condição de estado colonial à parte integrante de Portugal, intitulando-se desde então pela Graça de Deus Príncipe-Regente de Portugal, Brasil e Algarves, d'aquém e d'além-mar em África, senhor da Guiné, e da Conquista, Navegação e Comércio da Etiópia, Arábia, Pérsia e Índia. O título oficial anterior era o mesmo, apenas não incluindo a palavra "Brasil".
Posteriormente, durante o Congresso de Viena em 1815, como consequência do estabelecimento da Casa de Bragança e da capital do império português no Rio de Janeiro, no referido ano de 1808, durante as guerras napoleônicas, João VI estabeleceu a nova designação de Reino Unido para a sua coroa, em regime jurídico similar ao do atual Reino Unido da Grã-Bretanha e Irlanda (ou seja, uma união política).
A elevação do Brasil a reino, em 1815, atendeu aos interesses estratégicos de Portugal, que, como nação de pouca extensão territorial na Europa, não tinha assento entre as grandes nações reunidas no Congresso de Viena. O conde da Barca, um dos principais ministros do governo português na época, pediu apoio ao representante da França, o príncipe de Talleyrand, para o reconhecimento do Brasil como Reino Unido a Portugal. Talleyrand viu nesse projeto a oportunidade de conquistar um aliado para os interesses da França, pois com o aumento territorial de Portugal ao tornar o Brasil um território integral (e não apenas uma mera colônia), a nação portuguesa se tornava capaz de ter assento e voto no Congresso de Viena. 

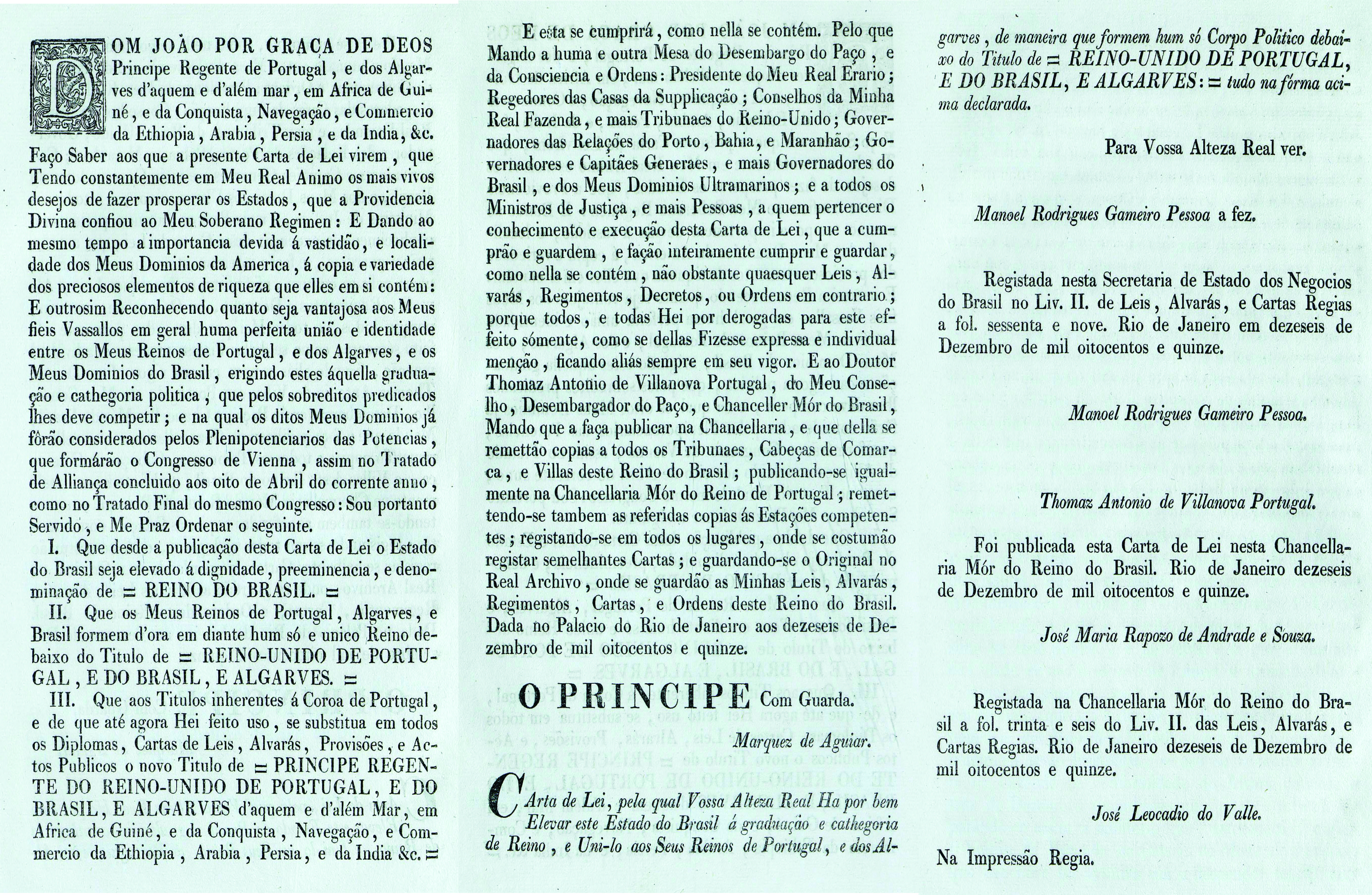
Carta régia de elevação do Brasil à Reino (Impressão Régia).

Em 1816, João VI iniciou hostilidades na Banda Oriental, atacando contra José Artigas, dirigente máximo da Revolução Oriental.
Os domínios portugueses da época ficaram a partir de então oficialmente designados como Reino Unido de Portugal, Brasil e Algarves, e João VI passou a ostentar o título de Príncipe Real do Reino Unido de Portugal, Brasil e Algarves. Após a morte de sua mãe, considerada a primeira rainha do Reino Unido de Portugal, Brasil, e Algarves, João foi aclamado na corte do Rio de Janeiro, como sucessor real. Maria I de Portugal, Brasil e Algarves, que permanecera com o título por apenas meses, pois logo faleceu.
O Príncipe Pedro de Alcântara, último herdeiro da Coroa portuguesa a ostentar o título de Príncipe do Brasil, não chegou a ser rei do Reino Unido de Portugal, Brasil, e Algarves, pois proclamou-se Imperador do Brasil quando declarou sua Independência, em 7 de setembro de 1822. Só depois da morte de seu pai, Pedro I do Brasil foi considerado Rei de Portugal como Pedro IV de Portugal. Chegou a receber, contudo, o título de Príncipe Real do Reino Unido de Portugal, Brasil e Algarves.

### Tensões e rompimento

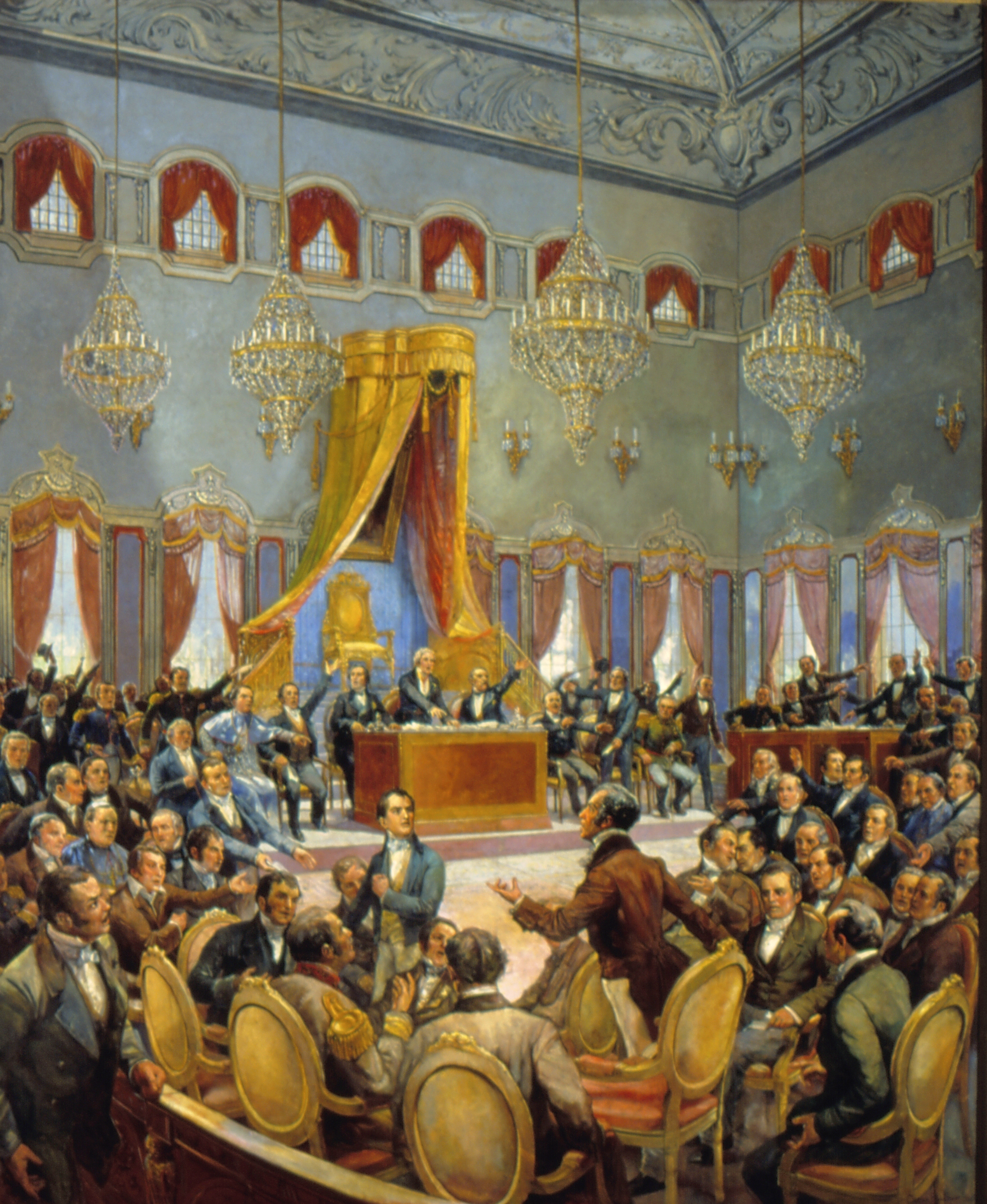
As Cortes do Reino Unido de Portugal, Brasil e Algarves reunidas em Lisboa, na esteira da Revolução Portuguesa de 1820.

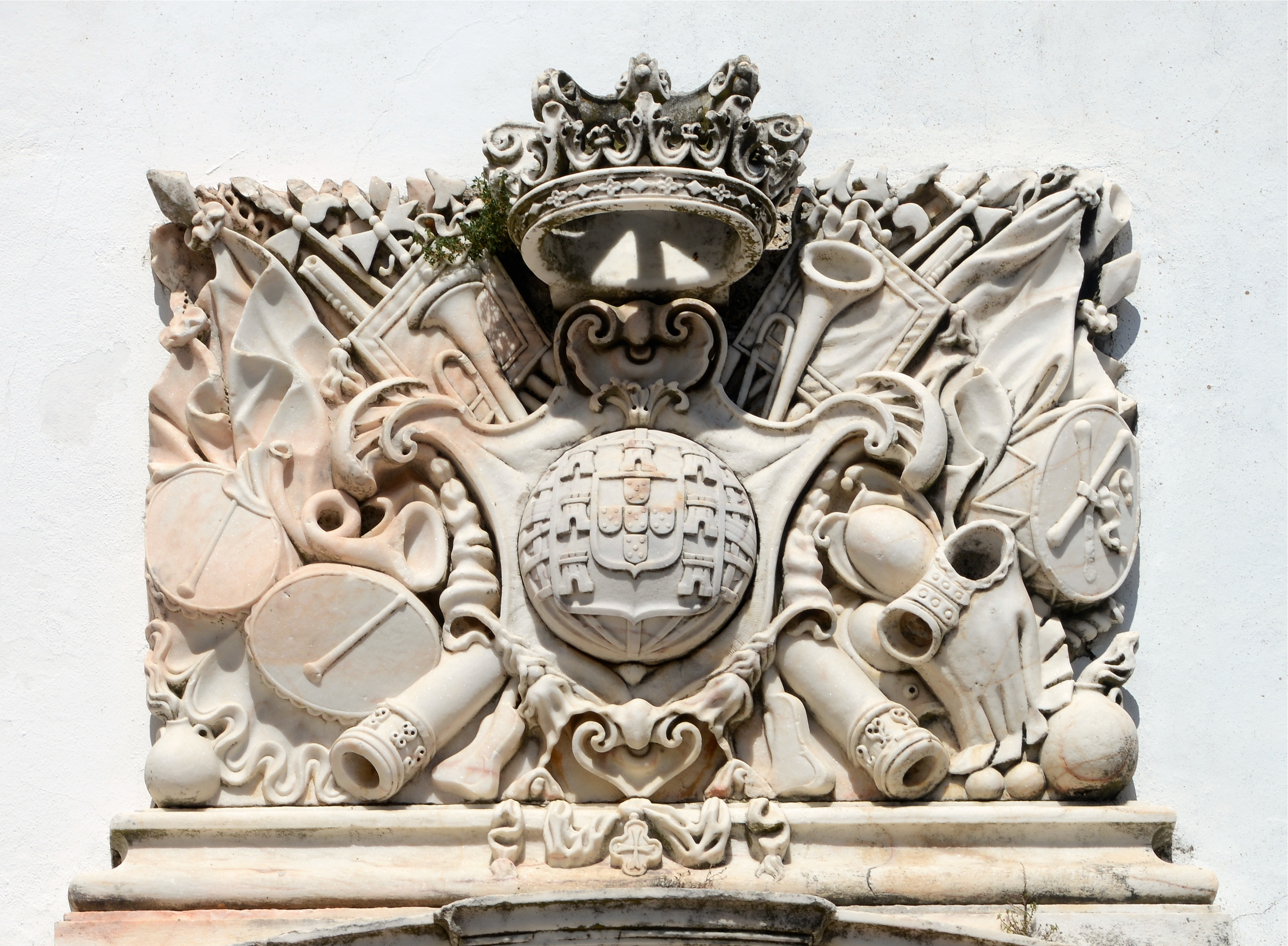
Armas do Reino Unido de Portugal, Brasil e Algarves, incluídas num troféu esculpido no castelo de Estremoz.

Foi durante a condição de território integral de Portugal que o Brasil enfrentou as maiores tensões com a metrópole, que acabaram por dissolver o Reino Unido.
O crescente descontentamento dos portugueses com a situação econômica e política a que seu país fora reduzido, impulsionado pelos ideais constitucionalistas tão em voga na Europa daquele tempo, acabou provocando a Revolução Constitucionalista do Porto, em 1820. Entre as principais causas, estavam o fim do controle comercial com o Brasil, cujo pacto colonial fora quebrado pelo decreto de abertura dos portos às nações amigas, e o cada vez mais exíguo domínio político sobre os territórios portugueses na América, principalmente por ali se encontrar a família real. Por sua vez, Portugal encontrava-se devastado pelas guerras napoleônicas e pela invasão do comércio britânico, desfavorecendo sua balança comercial e gerando alto deficit. Também, a condição sui generis de serem governados por uma junta provisória encabeçada pelos britânicos, enquanto seu rei encontrava-se em província ultramarina, desconcertava ainda mais os portugueses, que sentiam que o rei os havia abandonado. A isso se somava a presença militar britânica em Portugal, que desconcertava os portugueses.
Com todo este contexto o levante foi bem recebido pelo povo comum português, e logo os revolucionários convocaram eleições para as Cortes Gerais Extraordinárias e Constituintes da Nação Portuguesa, para que fosse elaborada uma Constituição para todo o Império Português. Uma das exigênicias dos revolucionários seria o imediato retorno do rei a Portugal. Durante este contexto já se notava no Brasil um despertar de uma “vontade de independência”, que era um produto dos ideais iluministas, que encantava a elite urbana brasileira que via na independência em relação a Portugal a única forma do Brasil atingir o progresso almejado em sua sociedade. Era natural que, reunindo a colônia uma elite luso-brasileira quase toda formada na Europa, esta se encantasse com os ideais do Século das Luzes. Muitos dos brasileiros mais abastados estavam insatisfeitos com o obscurantismo da Coroa portuguesa, que limitava o desenvolvimento e o progresso da colônia, proibindo a criação de universidades e fábricas, impondo violenta censura aos livros e proibindo a imprensa. Quando as primeiras notícias da Revolução do Porto chegou ao Brasil, foi recebida com entusiasmo tanto pelos liberais brasileiros quanto pelas tropas portuguesas. Esses grupos iniciaram um movimento para pressionar João VI a se submeter aos revolucionários. 
João VI chegou a cogitar enviar o filho Pedro em seu lugar, porém, desistiu da ideia e quando foi indagado pelo representante britânico porque não enviava Pedro a Lisboa, ele argumentou: “Mas e se, à sua chegada, o povo o aclamar rei?”. Chegou a cogitar enviar o filho mais novo, Miguel, ou a filha mais velha, a princesa Maria Teresa, porém no final acabou decidindo ir ele próprio a Portugal. O rei João temia a possibilidade real de perder o trono para o filho pois havia notado a ambição e a simpatia deste pelas ideias liberais, com Pedro sendo um admirador das glórias de Napoleão Bonaparte, e tendo uma personalidade muito mais simpática as novas ideias revolucionárias, diferente do pai.
Após o retorno de João VI a Portugal, em 26 de abril de 1821, iniciou-se uma intensa movimentação política por parte das Cortes de Lisboa no sentido de restringir os privilégios do Brasil. As Cortes também determinaram que toda a ação legislativa se faria em Portugal, anulando com isso a prevista reunião de Cortes especiais no Brasil. Antes de partir João VI promulgou um decreto que definia seu filho Pedro como regente do reino do Brasil e pelo mesmo decreto marcava eleições para a escolha dos deputados brasileiros que deveriam participar das Cortes Gerais Extraordinárias e Constituintes da Nação Portuguesa. O decreto de Regência dava a Pedro o direito de conferir cargos, postos e condecorações no Brasil. Também o autorizava até, em caso urgente, a fazer a guerra ou a admitir tréguas. Pedro deliberaria com o auxílio de quatro ministérios, do Reino e Estrangeiros, da Guerra, da Marinha e da Fazenda. Em caso de morte do regente, governaria sua esposa Leopoldina, com um Conselho de Regência
Durante as cortes gerais, que promulgaram a Constituição de 1822, os deputados portugueses procuraram meios para isolar e sabotar a delegação brasileira que para lá se dirigia. Primeiramente, por forçarem, com a ajuda do Príncipe Pedro de Alcântara e da Rainha Carlota Joaquina, o rei a jurar de antemão as bases da Constituição que era redigida, abolindo a monarquia absolutista e iniciando uma monarquia constitucional. A partir de então passaram as cortes de Lisboa a criar decretos e leis que cerceavam a autonomia das províncias ultramarinas portuguesas localizadas na América do Sul (antigas capitanias do Estado do Brasil).
Ainda em 1821, perante o apoio manifestado por deputados representantes da província do Grão-Pará, as cortes portuguesas expediram decreto determinando que essa voltaria a ser uma província controlada diretamente por Lisboa, não mais pelo Rio de Janeiro — até porque a cidade deixou de ser a capital do Reino Unido. Pouco depois, aprovaram o envio de tropas as províncias ultramarinas de Pernambuco, Bahia e Rio de Janeiro, sob o pretexto de garantir a ordem e o processo constitucional. Em 30 de setembro de 1821, aprovaram uma lei que destituía todos os governadores brasileiros nomeados pelo ex-rei absolutista (agora rei constitucional) João VI, criando uma junta governativa composta por cinco ou seis membros para cada província ultramarina, subordinadas diretamente às cortes de Lisboa e não mais ao monarca português, que teria seus poderes diminuídos e passaria a ser uma figura mais cerimonial. Ficariam as tropas de cada uma sujeitas a um governador de armas. Tanto o governador de armas quanto a junta, por sua vez, ficavam diretamente subordinados às Cortes de Lisboa. O príncipe Pedro passaria a ser apenas o governador-de-armas do Rio de Janeiro, ou seja, um mero comandante militar do exército português, assim não ocupava mais nenhum cargo político, tendo menos poderes que qualquer dos
vice-reis que governaram o Brasil antes de 1808, sendo agora subordinado as Cortes, lhe devendo obediência. Pedro de Alcântara procurou submeter-se aos ditames dos políticos portugueses acreditando na unidade do Reino Unido. Porém, a presença do príncipe português nos territórios sul-americanos preocupava as cortes em relação à segurança nacional do Reino Unido.
As Cortes também aprovaram um decreto que subordinava os governos das províncias do Brasil diretamente ao governo central em Lisboa, tornando a presença de Pedro no Brasil completamente desnecessária para administração do território, já que o príncipe não tinha mais nenhuma função política naquele território com as Cortes preferindo que este voltasse a Portugal ao invés de ficar no Brasil.
Os decretos de 29 de setembro de 1821, que chegaram ao Brasil apenas em 9 de dezembro do mesmo ano, catalisaram ainda mais a mobilização brasileira. De acordo com um deles, o príncipe deveria regressar a Portugal, de onde partiria em viagem como um incógnito, acompanhado por uma pequena comitiva, pela Europa, a fim de "ilustrar-se" com novos conceitos políticos — obviamente para afastá-lo do centro do poder. Outro decreto dissolvia os tribunais do Brasil, criados pelo rei João VI em 1808, além de subordinar os futuros presidentes das províncias às Cortes e ao rei em Lisboa e reinstalaram o antigo Tribunal da Relação do Rio de Janeiro, subordinado ao Supremo Tribunal do Reino Português em Lisboa. 
Estes atos foram vistos pelos políticos portugueses como uma forma de reforma política na transição de uma monarquia absolutista para uma monarquia constitucional. O ato, no entanto, acabou destituindo do cargo cerca de 2 mil funcionários públicos. Em meio à indignação geral dos brasileiros afetados pelas decisões de Lisboa, Pedro recusou-se a partir para Portugal, pelo que ficou conhecido como o Dia do Fico.

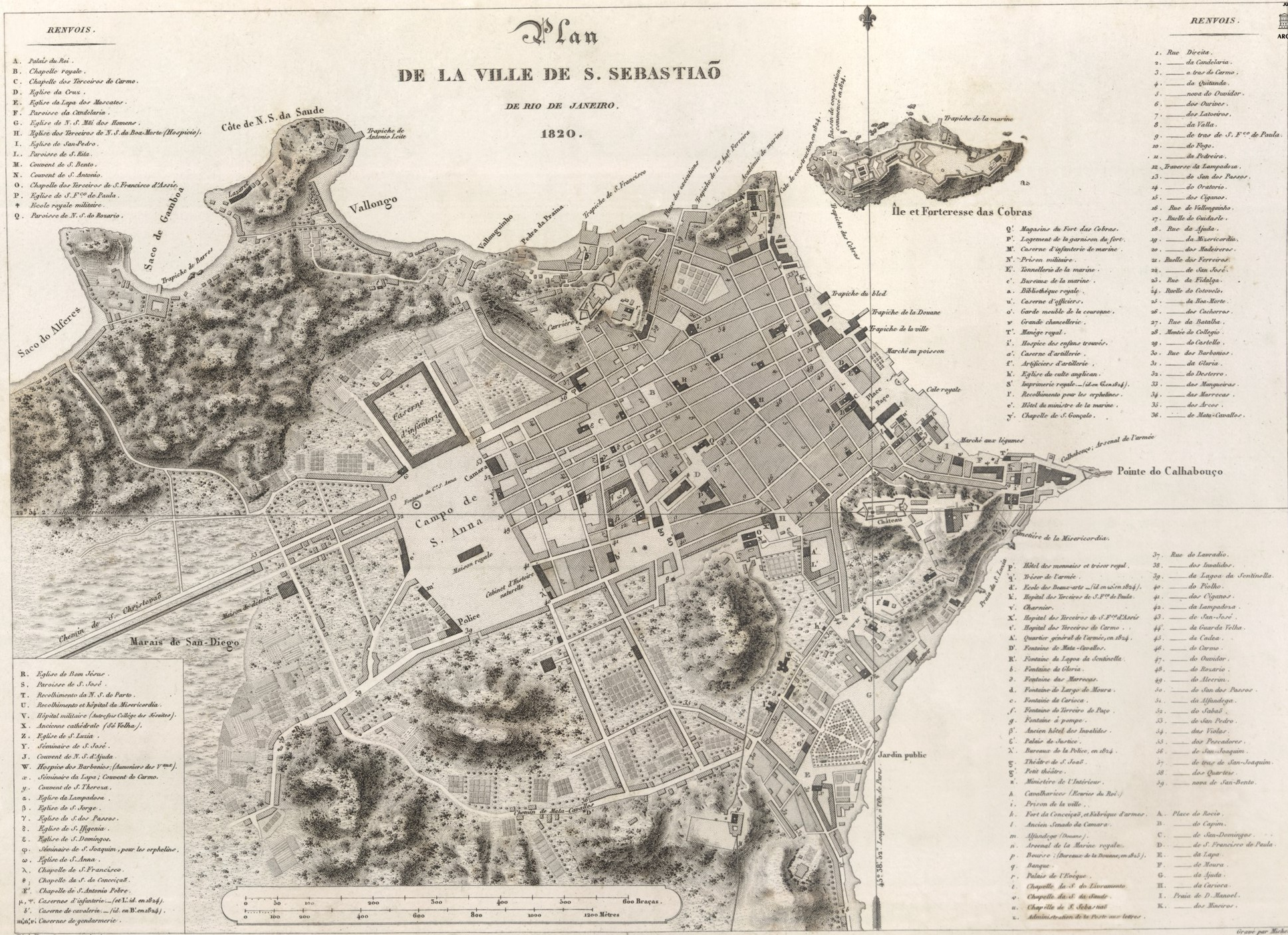
Mapa da cidade do Rio de Janeiro, em 1820, então capital do Reino Unido de Portugal, Brasil e Algarves, com a transferência da corte para o Brasil. Arquivo Nacional.

Quando finalmente se elegeram os 97 deputados brasileiros às Cortes Gerais e Extraordinárias de Lisboa (número maior que os dos 64 deputados portugueses), o processo deliberativo da Constituição portuguesa já estava avançado. Dos 97 deputados brasileiros, apenas 51 embarcaram para Lisboa, e destes 51 apenas 36 aprovaram a nova constituição, sendo a maioria destes deputados (cerca de 25) oriundos da atual região nordeste brasileira. Aos poucos ia ficando claro para os brasileiros que a ação das Cortes portuguesas no que dizia respeito ao Brasil estava voltada para o projeto de reduzir a autonomia do Brasil dentro do Império Português. Uma das disposições das bases constitucionais aprovadas e juradas em 7 de março de 1821, em Lisboa, estabelecia que, enquanto estivessem ausentes os deputados brasileiros, a Constituição só passaria a ter validade no continente americano quando os seus representantes manifestassem ser essa a sua vontade. Mas antes mesmo que os deputados chegassem a Portugal, as Cortes começaram a se envolver nos assuntos do Brasil.
A deputação brasileira era composta por representantes de todas as províncias brasileiras de então, entre os quais se destacavam: Antônio Carlos Ribeiro de Andrada e Silva, Nicolau de Campos Vergueiro, José Ricardo da Costa Aguiar, Francisco de Paula Sousa e Melo, José Feliciano Fernandes Pinheiro, Cipriano Barata, Francisco Muniz Tavares, e padre Diogo Antônio Feijó. Um choque que ocorreu entre os deputados brasileiros e portugueses foi relativamente como a Nação Portuguesa deveria ser administrada. Os deputados europeus defendiam a centralidade política do reino em Portugal, já os representantes brasileiros defendiam o funcionamento de dois centros de poder, um na Europa e outro na América, cada um com Executivo e Legislativo próprios, além de uma assembleia-geral que legislasse sobre assuntos de interesse de todo o império. Esta proposição baseava-se na ideia de uma federação luso-brasileira, disposta no programa político trazido pelos deputados paulistas. No entanto, tal proposta foi rejeitada por seus pares europeus que pretendiam administrar as províncias sul-americanas do "Reino do Brasil" de forma similar à como administravam o "Reino de Algarves", que apesar do título de reino, sempre fora tratado como uma província portuguesa igual às demais.
Apesar da franca vontade dos brasileiros em manter os laços do Brasil com a metrópole portuguesa, o clima era de extrema animosidade — alimentado principalmente pela afronta do príncipe Pedro às Cortes ao decidir permanecer no Brasil —, desrespeitando-se a autoridade dos deputados portugueses, os quais não conseguiram apresentar suas propostas ao herdeiro do trono português.
Finalmente, diante da agressividade por parte dos deputados portugueses, do sentimento antilusitano dos brasileiros, e a eventual proclamação da Independência do Brasil pelo agora Pedro I do Brasil, a representação brasileira negou-se a ratificar a Constituição e acabou fugida de Lisboa. Em meio a tantos fatores que levaram à emancipação brasileira, decerto o longo processo da Assembleia Constituinte em Lisboa, que durou em torno de dois anos e desrespeitava a autonomia do Brasil, colaborou para fomentar o clima de separatismo entre os brasileiros.

### Reino após 1822
Oficialmente, o estatuto do Brasil como reino unido ao de Portugal só terminou após a ratificação mútua — representantes brasileiros e portugueses — do Tratado do Rio de Janeiro, de 29 de agosto de 1825, expedido ao término da Guerra da Independência do Brasil. Pelo tratado, João VI assume a qualidade e dignidade de Imperador Titular do Brasil de jure, abdicando simultaneamente dessa coroa no seu filho Pedro de Alcântara, juridicamente ainda Príncipe Real de Portugal, Brasil e Algarves, e já Imperador do Brasil de facto. Mantinha-se, portanto, a possibilidade jurídica de uma futura reunião das duas coroas, a imperial e a real, na cabeça de Pedro de Alcântara, quando morresse seu pai. Sendo o documento reconhecido pelas duas nações, tal fato jurídico torna-se oficial para ambas. O tratado oficializaria a peculiar situação do Brasil ter, simultaneamente, um imperador e um rei de 1822 a 1825, e dois imperadores de 1825 a 1826 (ainda que apenas um de facto em ambos os casos).

## Dimensão territorial
Em termos de dimensão territorial, o Reino Unido de Portugal, Brasil e Algarves foi um dos estados mais vastos do mundo. O seu território, além de incluir Portugal e o Brasil, incluía, ainda os domínios ultramarinos portugueses, espalhando-se pelos cinco continentes habitados da Terra.
- Na Europa, incluía os territórios que constituem o que é hoje Portugal. No continente europeu (atual Portugal continental) incluía as cinco províncias do Reino de Portugal bem como o Reino dos Algarves (que apesar do título honorífico de "reino" era administrado como uma província igual às demais). Para além do território continental, incluía também os territórios insulares compostos pelos arquipélagos dos Açores e da Madeira.
- Na América, incluía os territórios que constituem o que são hoje o Brasil (exceto o atual Acre e os territórios recebidos do Paraguai em 1872), o Uruguai e transitoriamente a Guiana Francesa.
- Na África, incluía o que são hoje os países e territórios de Cabo Verde, Guiné-Bissau, Ziguinchor e Casamansa (no atual Senegal), Angola, São Tomé e Príncipe, São João Batista de Ajudá (no atual Benim), Moçambique e parte do atual Zimbabué.
- Na Ásia, incluía os territórios de Goa, Damão, Diu, Dadrá e Nagar Aveli (na atual República da Índia) e Macau (região administrativa especial da atual República Popular da China), além de reivindicações sobre Malaca (na atual Malásia) e Ceilão (atual Sri Lanka).
- Na Oceania, incluía o que é hoje Timor-Leste e as ilhas de Solor e Flores (na atual Indonésia), além de reivindicações sobre as costas ocidentais da atual Papua-Nova Guiné e sobre as ilhas Molucas (na atual Indonésia).

## Reis do Reino Unido de Portugal, Brasil e Algarves —Dinastia de Bragança
|  | Nome    | Casa originária | De   | Até  | Cônjuge de                    |
|  | ------- | --------------- | ---- | ---- | ----------------------------- |
|  | Maria I | Bragança        | 1815 | 1816 | Pedro III de Portugal (viúva) |
|  | João VI | Bragança        | 1816 | 1822 | Carlota Joaquina              |